# Williamsbuis

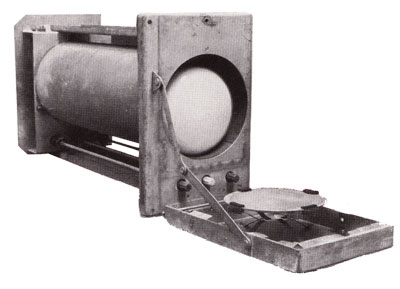
Williamsbuis

De Williamsbuis of Williams-Kilburnbuis (genoemd naar de uitvinders Frederic Williams en collega Tom Kilburn) is een kathodestraalbuis ontwikkeld in de jaren 1946/47 en die gebruikt werd voor het elektronisch opslaan van binaire data.

## Werking
De werking van de Williamsbuis is gebaseerd op het effect dat secundaire emissie wordt genoemd. Wanneer een bundel elektronen de fosforlaag aan de glazen voorzijde van de kathodestraalbuis raakt zal er niet alleen een punt oplichten maar laat het ook op het glas een geladen punt achter. Het gebied in de punt raakt enigszins positief geladen en het gebied eromheen enigszins negatief geladen. Deze lading zal kortstondig aanwezig blijven voordat de lading wegvloeit. In de tussentijd kan lading door de computer uitgelezen worden via een metalen opvangplaat die de voorkant van de buis omvat. Elke keer dat een punt wordt beschreven of gewist zal een verandering in de elektrische lading een spanningspuls induceren in de opvangplaat. Aangezien de computer de positie van de stip op het scherm weet kan de spanningspuls van de plaat gebruikt worden om de opgeslagen data op het scherm te achterhalen. Omdat de lading geleidelijk verloren gaat is het nodig dat de data periodiek wordt herschreven (vergelijkbaar met de ververscyclus van moderne DRAM-geheugens). Een Williamsbuis kon rond de 512 tot 1024 bits aan data opslaan.
Sommige Williamsbuizen werden gemaakt van radarkathodebuizen voorzien van een fosforcoating waarmee de data zichtbaar werd gemaakt, terwijl andere buizen speciaal zonder coating werden gefabriceerd. De afwezigheid van deze coating had geen effect op de geheugenwerking van de buis en omdat de buis was afgedekt met een metalen plaat had de coating ook geen toegevoegde waarde voor de bediening. De Williamsbuis gold als zeer onbetrouwbaar en kwetsbaar. De meeste werkende installaties moesten handmatig bijgesteld worden. Daarentegen was delay-time memory langzamer, maar betrouwbaarder. Op deze gronden werd in meeste apparaten in de jaren 1940 en 1950 delay-time memory toegepast. Midden jaren 1950 loste ringkerngeheugen beide technologieën af.